# José Guadalupe Martín Rábago
José Guadalupe Martín Rábago (* 12. Oktober 1935 in San Miguel El Alto, Jalisco, Mexiko) ist ein mexikanischer Geistlicher und emeritierter römisch-katholischer Erzbischof von León.

## Leben
José Guadalupe Martín Rábago empfing am 22. Juli 1962 die Priesterweihe.
Papst Johannes Paul II. ernannte ihn am 15. April 1992 zum Titularbischof von Tuscamia und zum Weihbischof in Guadalajara. Die Bischofsweihe spendete ihm der Erzbischof von Guadalajara, Juan Jesús Kardinal Posadas Ocampo, am 5. Juni desselben Jahres; Mitkonsekratoren waren Manuel Pérez-Gil y González, Erzbischof von Tlalnepantla, und Francisco Raúl Villalobos Padilla, Bischof von Saltillo. Als Wahlspruch wählte er Victoria Christi Spes.
Am 23. August 1995 wurde er zum Bischof von León ernannt und am 18. Oktober desselben Jahres in das Amt eingeführt. Mit der Erhebung zum Erzbistum am 25. November 2006 wurde er zum Erzbischof von León ernannt. Am 22. Dezember 2012 nahm Papst Benedikt XVI. seinen altersbedingten Rücktritt an.